# 新鴻基地產
新鴻基地產發展有限公司（簡稱新地、新鴻基；港交所：16、港交所：80016（人民幣結算）、OTCBB：SUHJY
），香港註冊地產公司，於1972年8月23日以市值4億港元在香港交易所上市。經過多年發展，新鴻基地產已經成為香港最大型的地產發展公司之一，其核心業務為物業發展，此外亦經營其他地產相關業務，包括酒店、商場、物業管理，並且投資其他行業，包括電訊、資訊科技及基礎設施等。現任董事局主席兼董事總經理為郭炳聯。

## 歷史

### 1972年前
1963年，郭得勝、馮景禧及李兆基（合稱「三劍俠」）共同創辦新鴻基企業，為新鴻基地產的前身。

### 1972年-1980年
1972年7月14日，新鴻基地產發展有限公司在香港註冊成立。
1972年8月23日，新鴻基地產發展有限公司正式在香港交易所上市（香港股份代號：00016）。
1973年，收購康業服務有限公司。
1977年，把總辦事處遷往中環康樂大廈（現稱怡和大廈）。
1978年，成立啟勝管理服務有限公司。
1978年，開售首個多棟式的屋邨項目——荃灣中心（一期）。
1978年，新鴻基地產成為當時恆生指數33個香港指數成份股之一。
1979年，成立新鴻基地產保險有限公司。

### 1981年-1990年
1981年，新鴻基地產收購九龍巴士（一九三三）有限公司部分股權。
1982年，把總辦事處遷往灣仔新鴻基中心。
1986年，推售荃灣荃景花園，首創每單位附送冷氣機。

### 1991年-2000年
1991年，新鴻基地產收購威信（香港）停車場管理有限公司。
1992年，灣仔中環廣場落成，為當時亞洲最高建築物。
1992年，成立數碼通電訊集團有限公司。
1993年，收購銅鑼灣世貿中心。
1994年，獲國際信貸評級機構標準普爾評定A級。
1995年，獲國際信貸評級機構穆迪評定A3級。
1996年，數碼通電訊有限公司正式在香港上市。
1996年，成立「新地會」，為首個專門為有興趣置業人仕而設的客戶專會。
1996年，參與機場快綫香港站，為當時最大規模的私人商業物業項目。
1996年，設立跨部門的交樓小組，於交樓前驗查單位，並為業主提供一年免費維修保證。
1997年，為首間發展商於旗下商場設立親客大使。
1998年，負責興建的3號幹線（郊野公園段）基建項目通車。
1999年，上海商業項目中環廣場落成。
2000年，投得九龍站第五至七期發展項目，即現今的環球貿易廣場項目。
2000年，新鴻基地產旗下的附屬公司新意網集團有限公司，於香港交易所以創業板形式上市。

### 2001年-2010年
2001年，新鴻基地產成立豪宅租務代理 Signature Homes。
2002年，成立新鴻基地產郭氏基金，資助成績優秀但家境貧困的學生完成大學課程或參加海外進修。
2003年，推出新一代住宅品牌——元朗YOHO Town。
2003年，與上海陸家嘴金融貿易區開發股份有限公司簽訂土地使用權轉讓合約，發展上海IFC項目。
2005年，旗下商場 apm 開幕，為當時首個夜行消費購物商場。
2005年，收購西友（沙田）有限公司（一田百貨的前身）。
2006年，成立 BIZ Office Leasing。
2007年，新鴻基地產為當時首間地產發展商，率先為新落成住宅物業提供兩年維修保證。
2009年，旗下首個以聖經故事為概念的主題公園——馬灣公園挪亞方舟開張。
2010年，完成九龍站上蓋的環球貿易廣場項目，為當時全港最高的建築物。

### 2011年至今
2011年，新鴻基地產首次發表獨立的可持續發展報告。
2013年，新落成物業的維修保證年期，實施由兩年提升至三年。
2013年，投得上海徐家匯中心項目商業地皮，總樓面面積約760萬平方呎。
2015年，冠名及慈善贊助首屆「新鴻基地產香港單車節」。
2016年7月，捐出一幅元朗地皮予香港聖公會，以供興建一座綜合服務大樓，包含護理安老院及青年宿舍。
2019年，新地中標西九龍高鐵總站商業用地。新地以超過 420 億港元的價格贏得了這塊佔地 60,000 平方米的土地，可用於寫字樓、購物和酒店發展。郭氏家族將投資 94 億港元（12 億美元）購買辦公大樓 25% 的股份。

## 土地儲備及物業組合
新鴻基地產是香港擁有最多土地儲備的公司之一，截至2024年6月，所佔總樓面面積達5,780萬平方呎，包括：
- 發展中物業：1,960萬平方呎
- 已落成物業：3,820萬平方呎

截至2024年6月，於中國內地土地儲備所佔總樓面面積達6,670萬平方呎，包括：
- 發展中物業：4,570萬平方呎
- 已落成物業：2,100萬平方呎

## 主要發展項目

### 香港（住宅項目）
在1970年代至1980年代發展的項目主要在市區提供中小型單位為主，並且與多個地產商合作發展，當中有少部份為中低密度住宅。到1990年代初起，發展的項目以大型住宅為主，並提供大型單位，內設住客會所，住宅入口亦採用香港常見封閉式物業管理。
到2000年代起，發展的項目傾向豪宅化，由規劃、物料採購、建築，以至項目監察水準均要求嚴格，而發展項目開價亦創區內分層住宅新高指標。

#### 大型住宅

##### 港島區

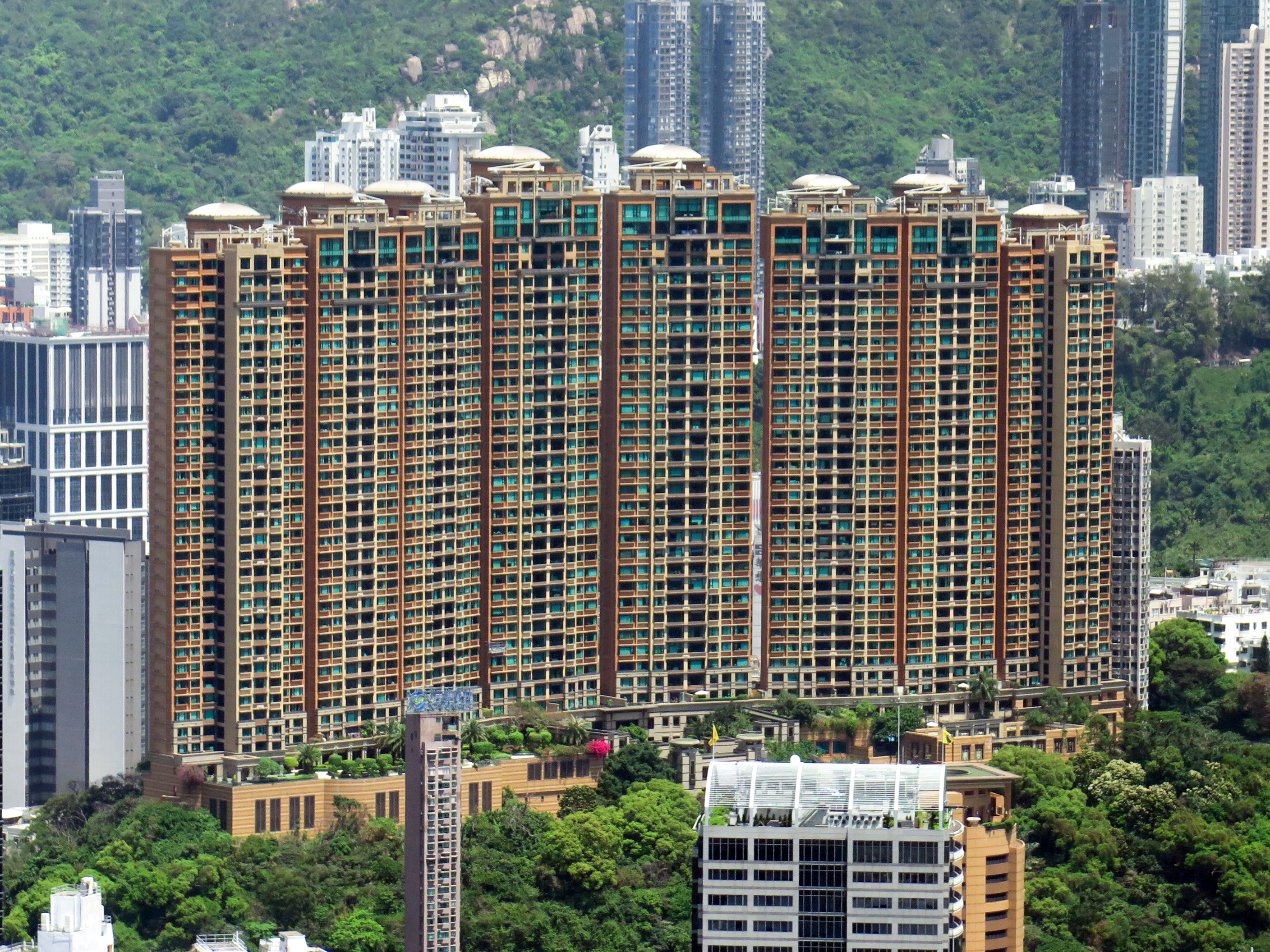
禮頓山

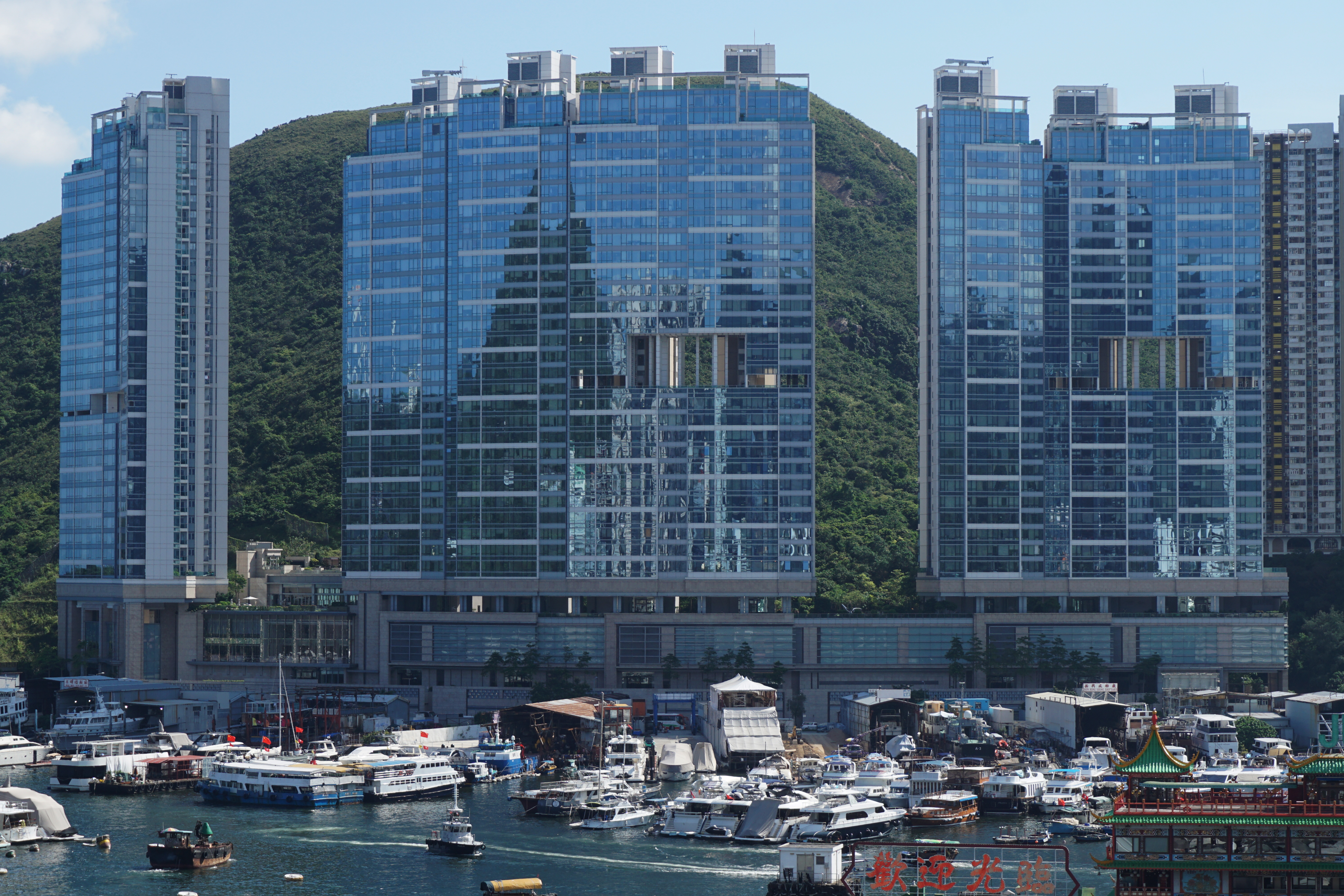
南灣

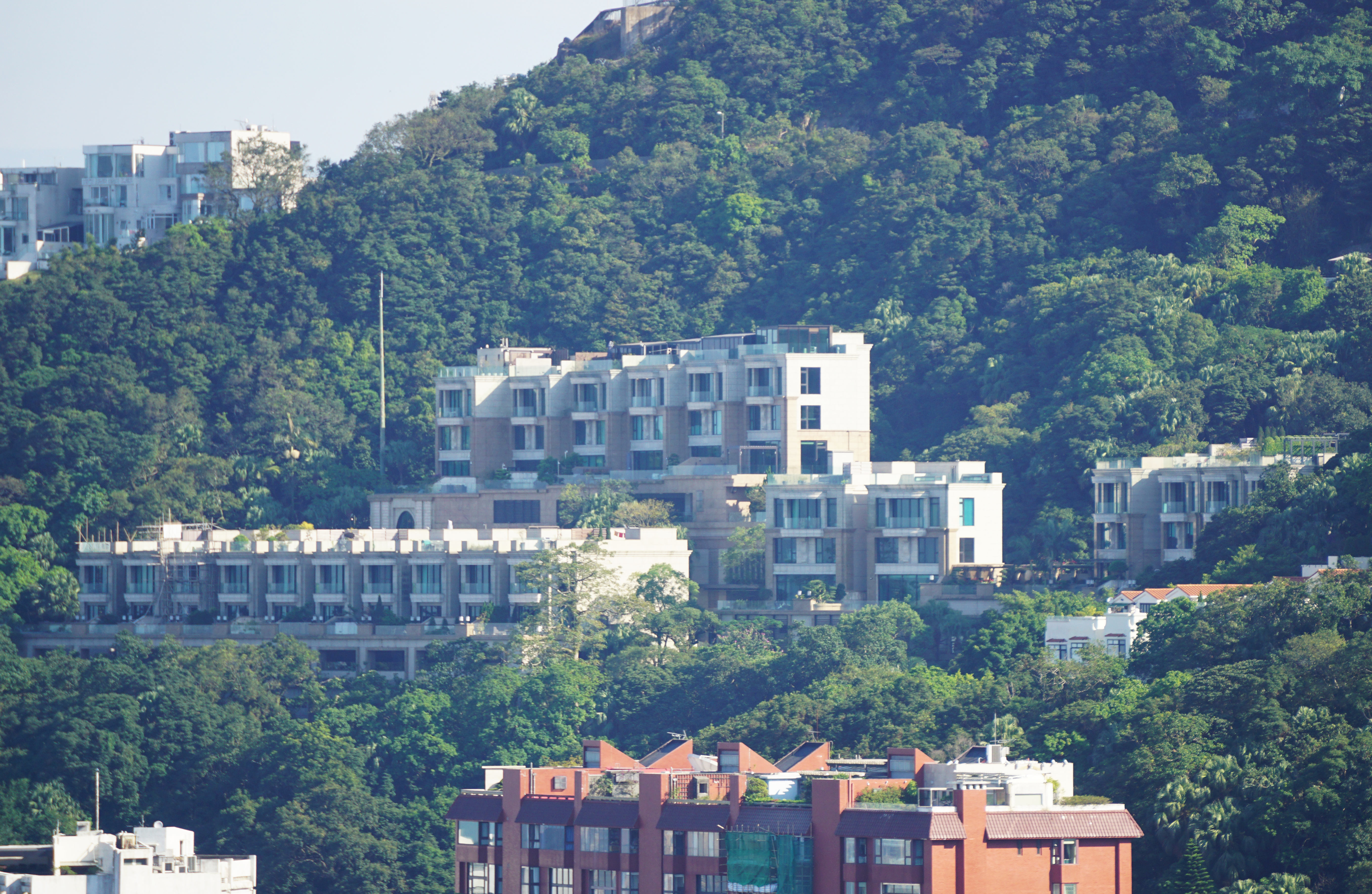
倚巒

- 浪琴園
- 曉峰閣
- 蔚雲閣
- 新翠花園
- 薄扶林花園
- 深灣軒
- 寶翠園
- 禮頓山
- 南灣
- 逸濤灣
- Imperial Kennedy
- I·UniQ 譽都
- I·UniQ 譽·東
- 形品
- 形薈
- 帝景園
- 豪廷峰
- 眀徳山
- 巴丙頓山

##### 九龍區

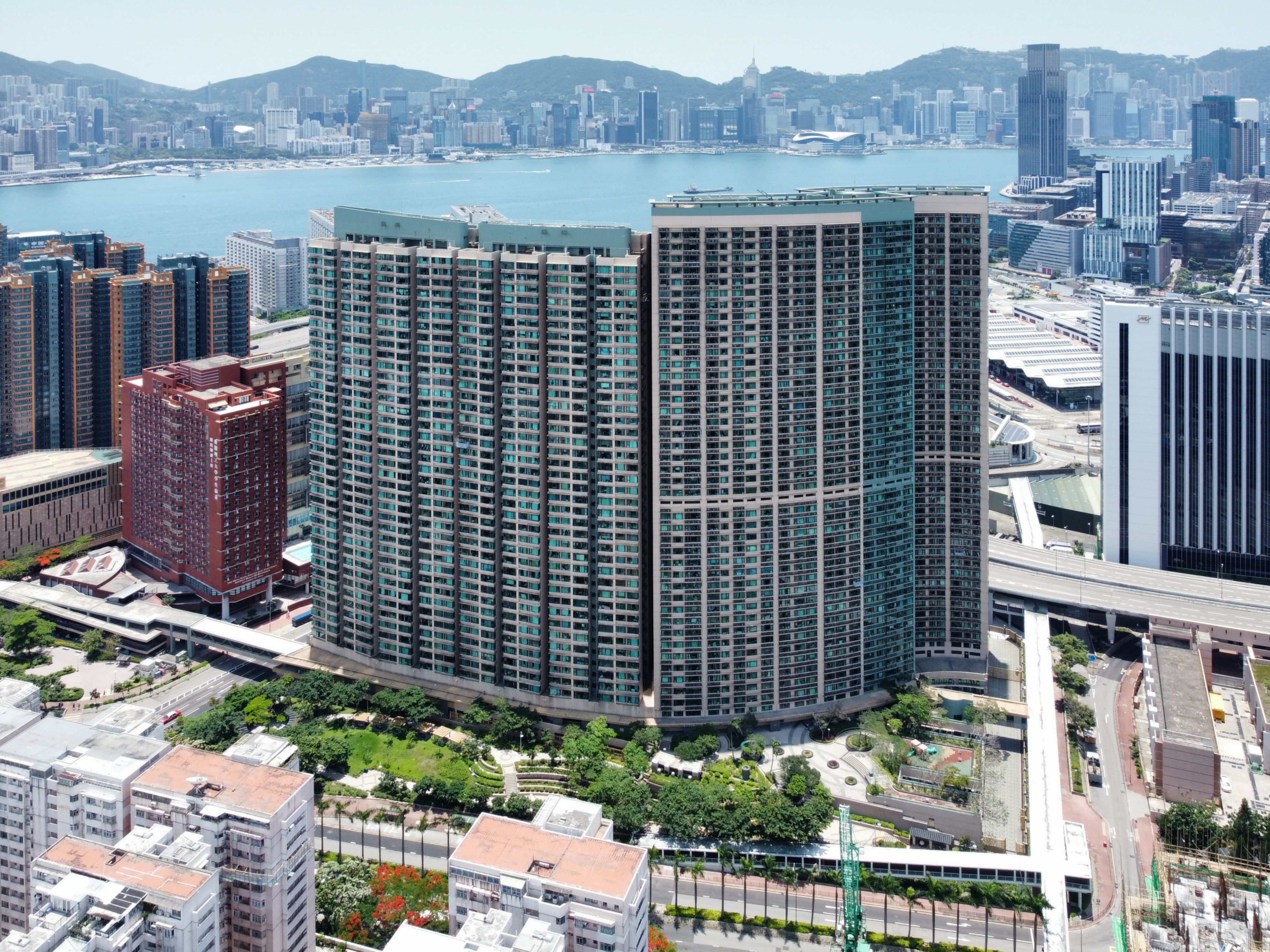
半島豪庭

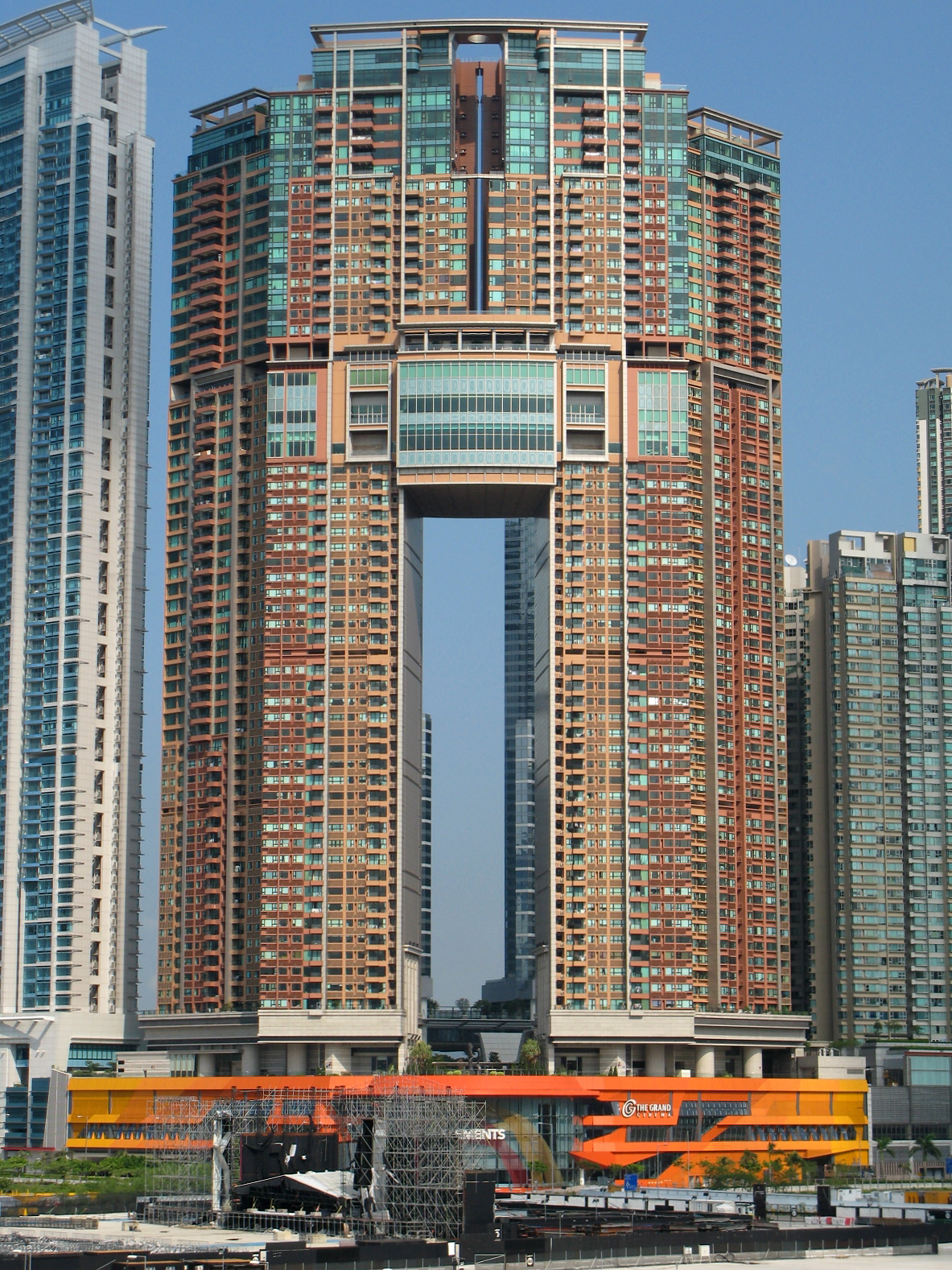
凱旋門

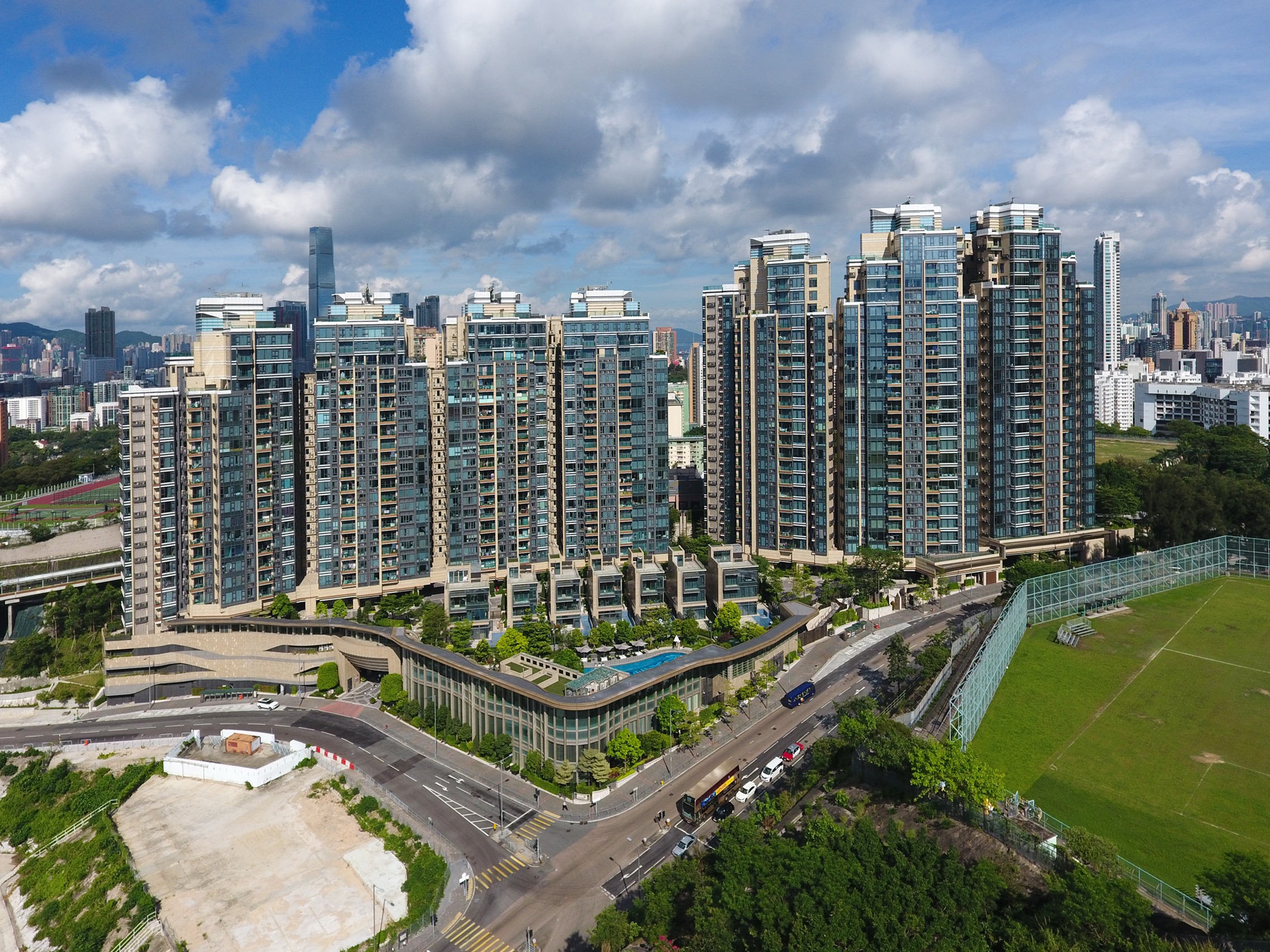
天鑄

- 峻弦
- 君匯港
- 瓏璽
- 曼克頓山
- 帝庭園
- 窩打老道8號
- 昇御門
- 海濱南岸
- 半島豪庭
- 凱旋門
- 天璽
- 天璽．天
- 譽·港灣
- 匯璽
- 昇悅居
- 宇晴軒
- 形品·星寓
- Downtown 38
- 農圃道18號
- 豐盛居
- 柏豐28

##### 新界區

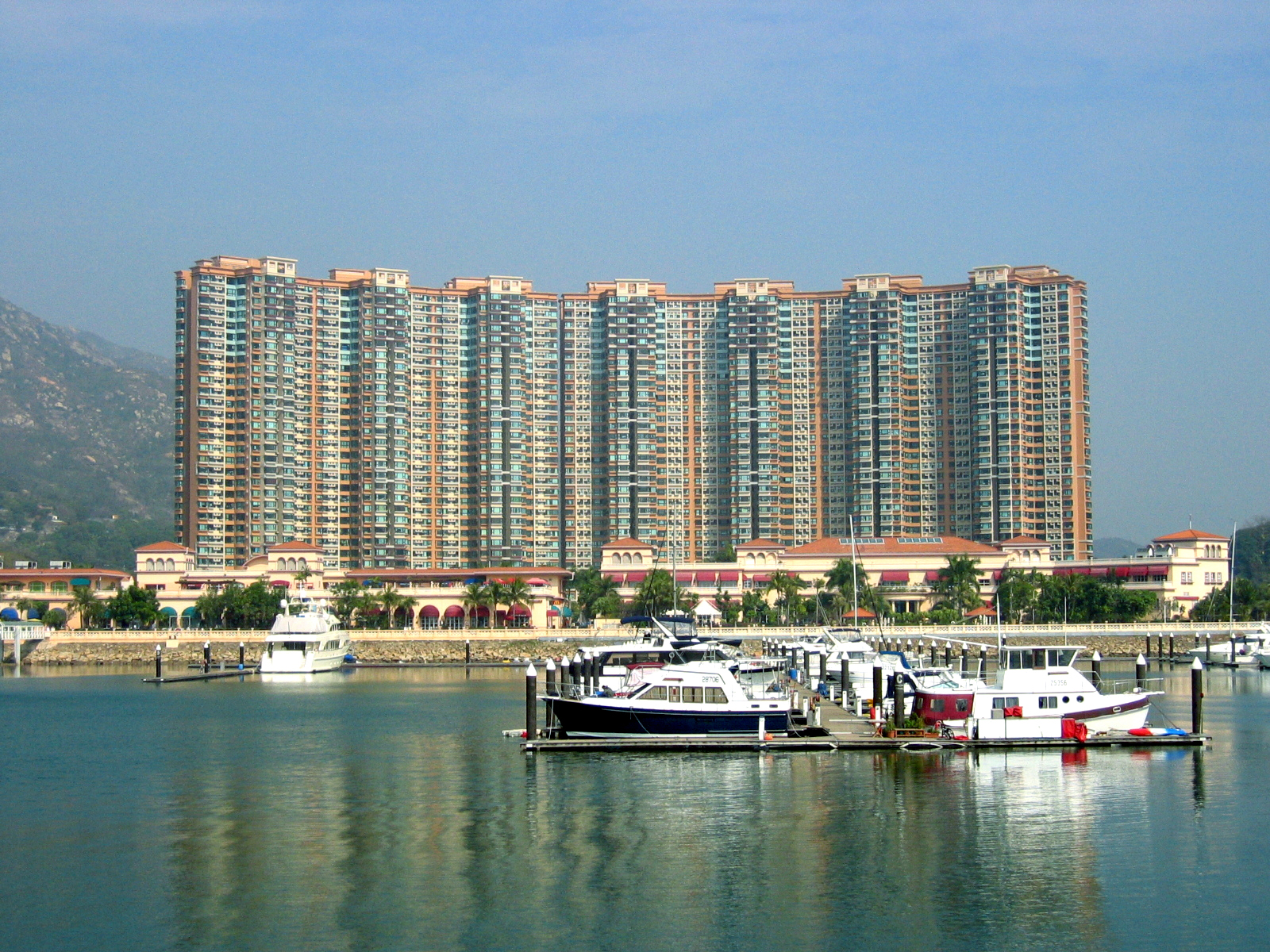
愛琴海岸

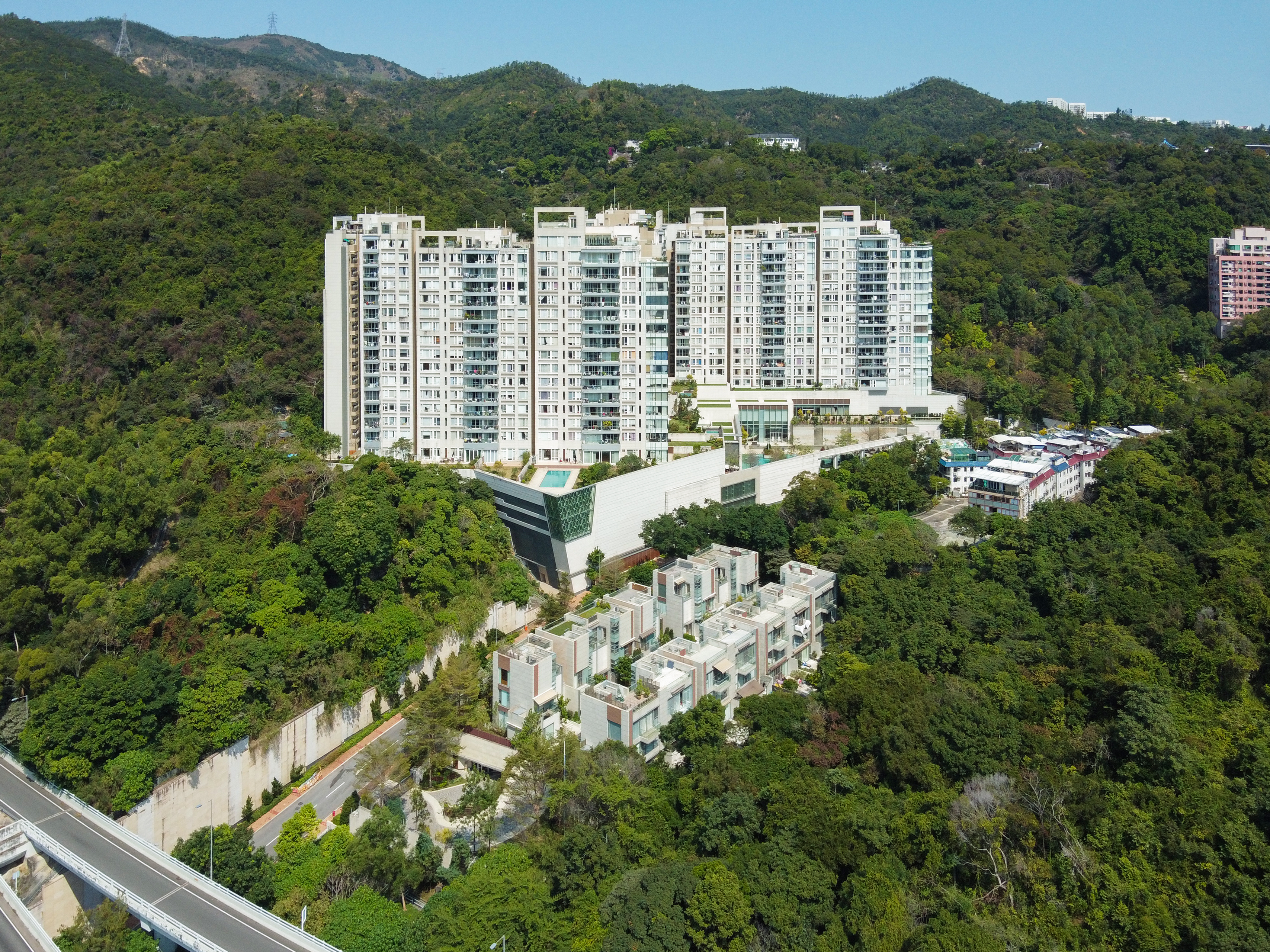
壹號雲頂

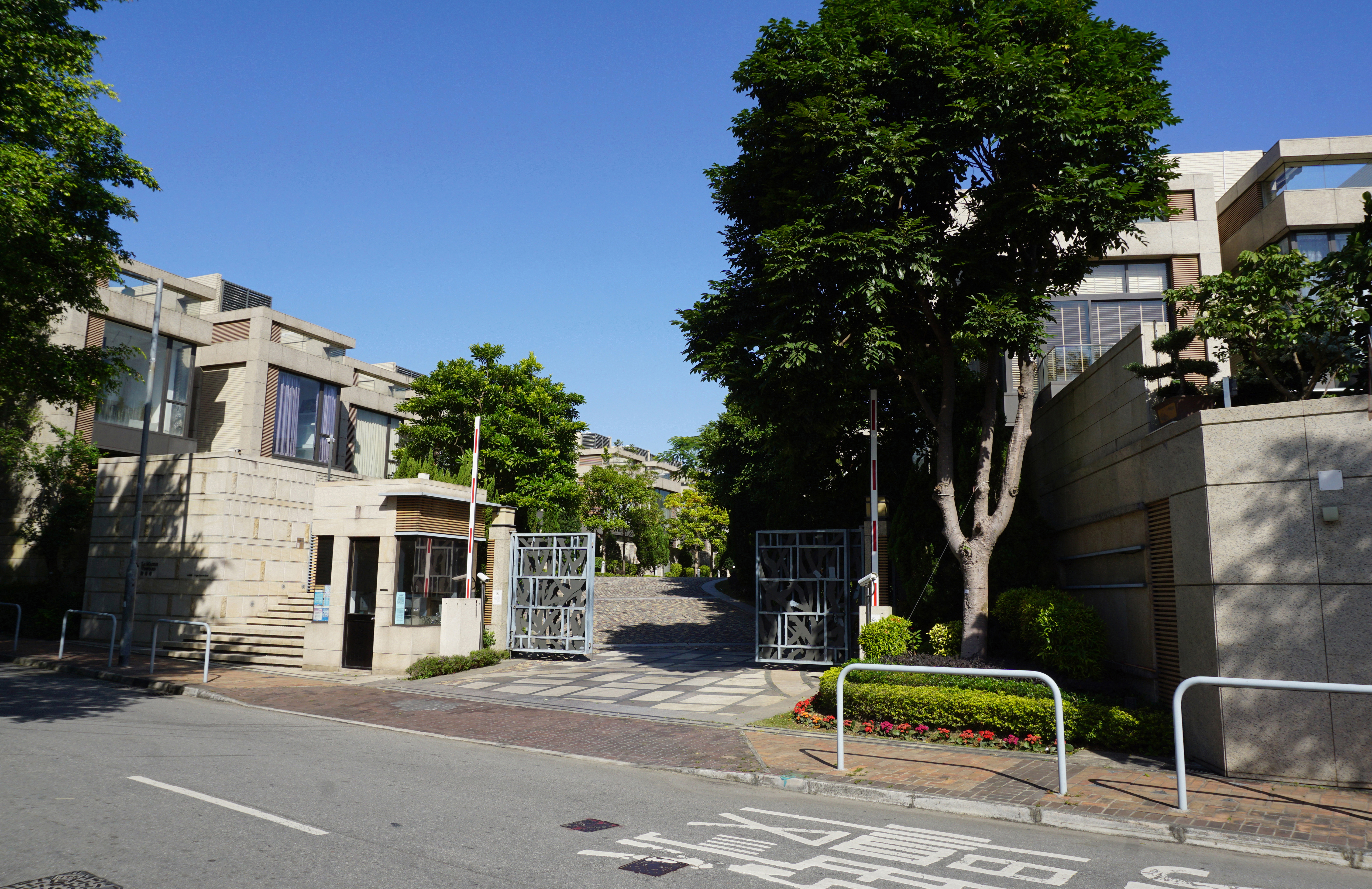
葡萄園

- 東環
- 瓏門
- 卓爾居
- 珀御
- 御半山
- 御海灣
- 瓏山1號
- 聚康山莊
- 新屯門中心
- 愛琴海岸
- 海欣花園
- 翠怡花園
- 曉峰園
- 帝濤灣
- 東港城
- 清水灣半島
- 天晉系列
- 將軍澳中心
- 晉海
- 維景灣畔
- 帝堡城
- 新城市廣場第三期
- 蔚景園
- 欣廷軒
- 濱景花園
- 駿景園
- 沙田第一城
- 新元朗中心
- 映御
- 尚豪庭
- 采葉庭
- 朗晴居
- 朗怡居
- Residence譽88
- YOHO系列
- NOVO LAND
- SIERRA SEA
- 珀麗灣
- 壹號雲頂
- 浪翠園
- 大埔中心
- 新達廣場
- 荃錦中心
- 荃景花園
- 荃灣中心
- 雅典居
- 華景山莊
- 灝景灣
- 慧景軒
- 爵悅庭
- 海堤灣畔
- 嘉翠園

#### 中低密度住宅

##### 港島區
- 赤柱村道50號
- 淺水灣道3號
- 皇府灣
- 淺水灣道127號
- 港景別墅
- 珊瑚小築
- 深水灣道8號
- 深水灣道51及55號
- 深水灣道63號
- 施勳道37號
- 壽臣山道12號
- 海璇
- 倚巒
- 蔚巒閣
- Shouson Peak
- Twelve Peaks
- Central Peak

##### 九龍區
- 天鑄
- 天璽．海

##### 新界區
- 星堤
- 星岸
- 蟠龍半島
- 華翠園
- 曉嵐閣
- 雲滙
- 雲海
- 雲端
- 瓏珀山
- 皇府山
- 加州花園
- 加州豪園
- 泉薈
- 爾巒
- Park YOHO（峻巒）
- 怡峰園
- 帝琴灣
- WETLAND SEASONS PARK
- 葡萄園
- 天巒
- 逸林首府
- 奕翠園
- 蔚翠花園
- 原築
- 綠怡居
- 曉翠山莊
- 麗珊閣

#### 私人機構參建居屋計劃
- 新麗花園

### 香港（商場項目）

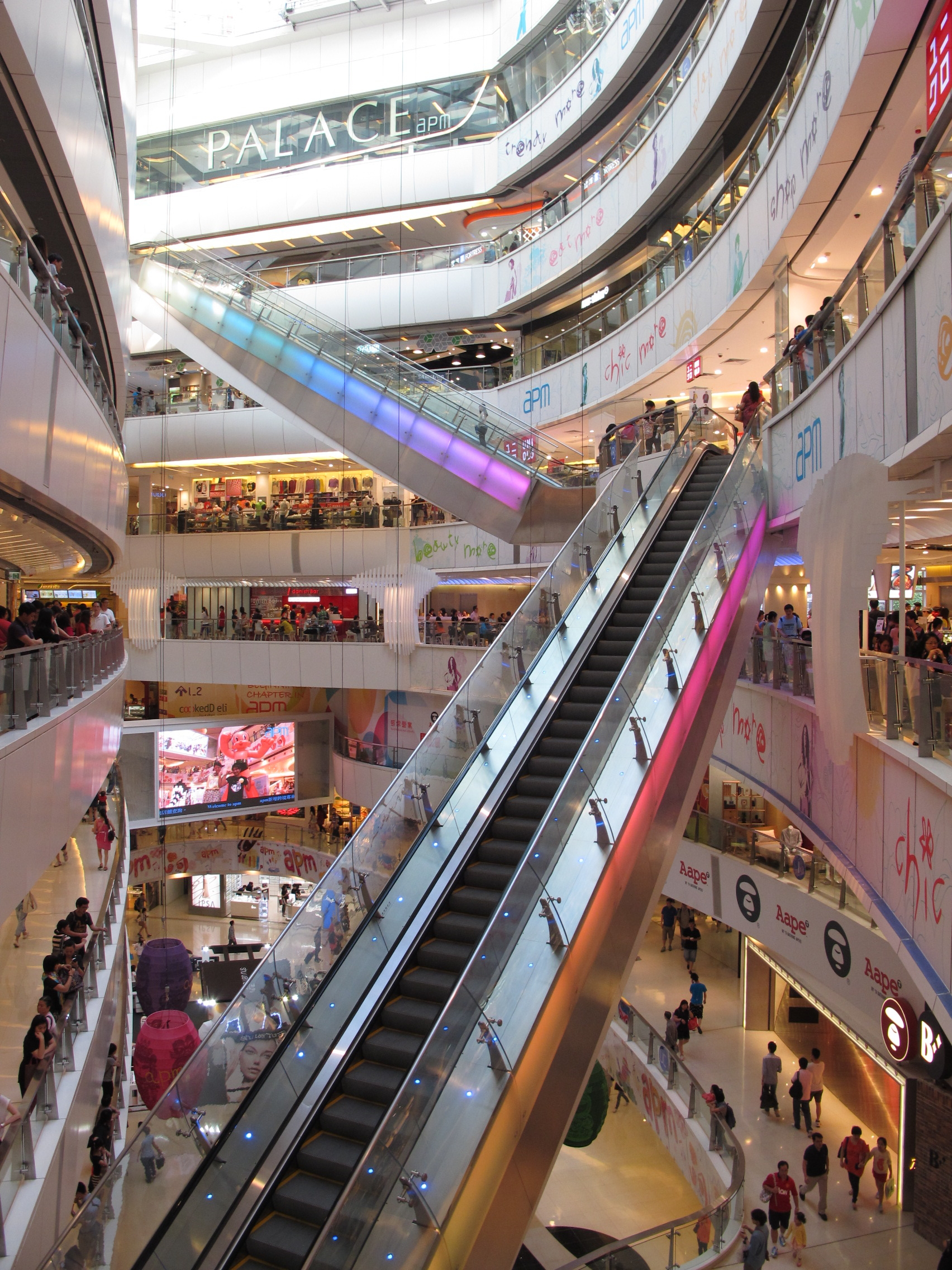
apm商場多個元素設計被集團旗下的商場應用，如快速扶手電梯外牆設計於北京apm應用；地台及欄河亦於多個商場應用

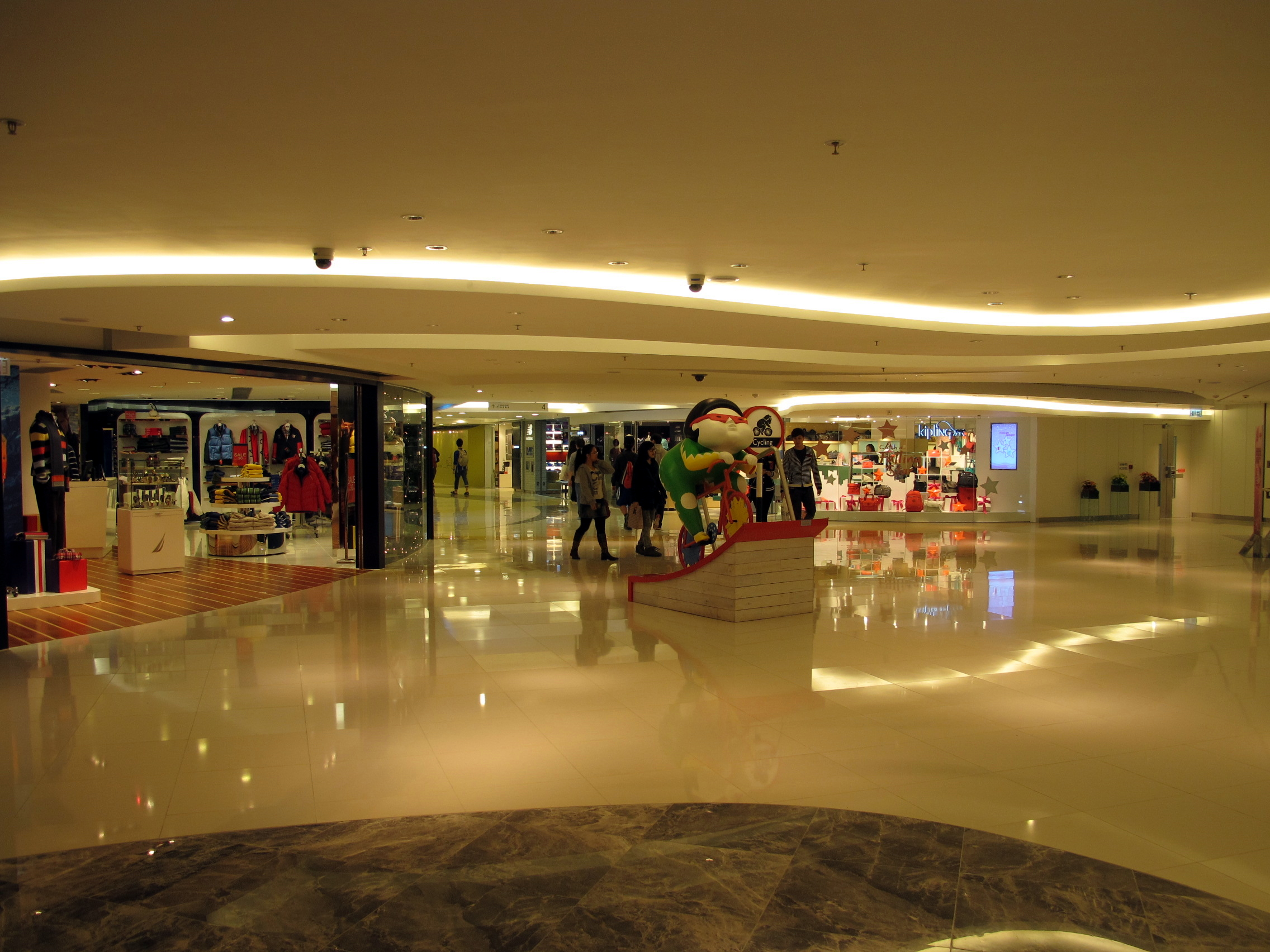
新地不少商場即使有大量空間，亦不願設置大量公共座位讓遊人享用

集團擁有全港最大的商場網络，分佈在全港多個地區，主要位於新界鐵路沿線。現時商場及商舖總面積合共逾1,200萬平方呎。在80年代至90年代發展的大型商場為求增加吸引力，場內設音樂噴泉以至遊樂場吸引遊人。到90年代中發展及翻新的大型商場更採用豪華用料，媲美酒店。集團在1997年起於主要商場設立親客大使。
惟到2003年開放自由行政策後，集團經常翻新商場，以及重組租戶組合，將商場重新定位。商場翻新後，設計及用料以白色為主調，並採用一貫款式的假天花、外牆及地台，使原有的特色設計完全消失。同時將「購物體驗」只限於商店內的商品及服務，並非商場公用部份環境及室內設計。管理公司將商場外牆及圓柱作為商戶廣告用途，以賺取更多收入。大多商場於近年減少公共座位，設計不再人性化，變成只剩下消費。
而集團近年的大型商場定位傾向內地旅客，商場亦採用「分成」制度收租，即按商戶營業額收取若干比例，倘商戶營業額較低則有可能被「踢走」。結果發展商不願意續租書店及精品店，引入更多首飾店及大型連鎖時裝店，商場租戶趨向單一化。網民及居民批評新鴻基只顧商場人流及租務收益，欠缺了解港人對大量自由行來港購物的不滿，結果引發更多問題。其後更引發居民在商場進行示威活動，如2014年3月，「一億人，一億喼，沙田流量壓力測試」行動以至2015年的捍衛沙田及光復屯門行動，反對商場租戶市場傾向自由行顧客的不滿。
2019年11月27日新鴻基地產以422.32億港元，每方呎樓面地價13345元，投得香港西九龍站上蓋商業發展項目，項目佔於九龍連翔道與柯士甸道西交界，地盤面積64萬3105平方呎，指定作非工業用途（不包括住宅、倉庫及加油站），最高樓面面積316萬4616平方呎。
2019年12月16日新鴻基地產以93.94億港元出售香港西九龍站寫字樓部分25%股權，給大股東郭氏家族，零售部份則維持由新鴻基地產全資持有。
- The Millennity
- apm
- 新城市廣場
- HomeSquare
- 新都會廣場
- 新世紀廣場
- 新太陽廣場
- 東港城
- 將軍澳中心
- PopWalk 天晉滙
- Mikiki
- 上水廣場
- 新達廣場
- 大埔超級城
- WTC 世貿中心
- 荃灣廣場
- 元朗廣場
- V city
- 新翠商場
- 卓爾廣場
- YOHO MALL 形點（2015年）[30]
- Deli2
- 北角匯
- V Walk
- 國際金融中心商場（IFC Mall）（佔50%）
- 圓方（Elements）（19%）

### 香港（寫字樓項目）
- 環球貿易廣場
- 國際金融中心一期及二期（佔50%）
- 中環廣場（佔50%）
- 新世紀廣場
- 新城市中央廣場
- 九龍貿易中心
- 新都會廣場
- 創紀之城
- 新鴻基中心
- 銅鑼灣世貿中心
- 新領域廣場

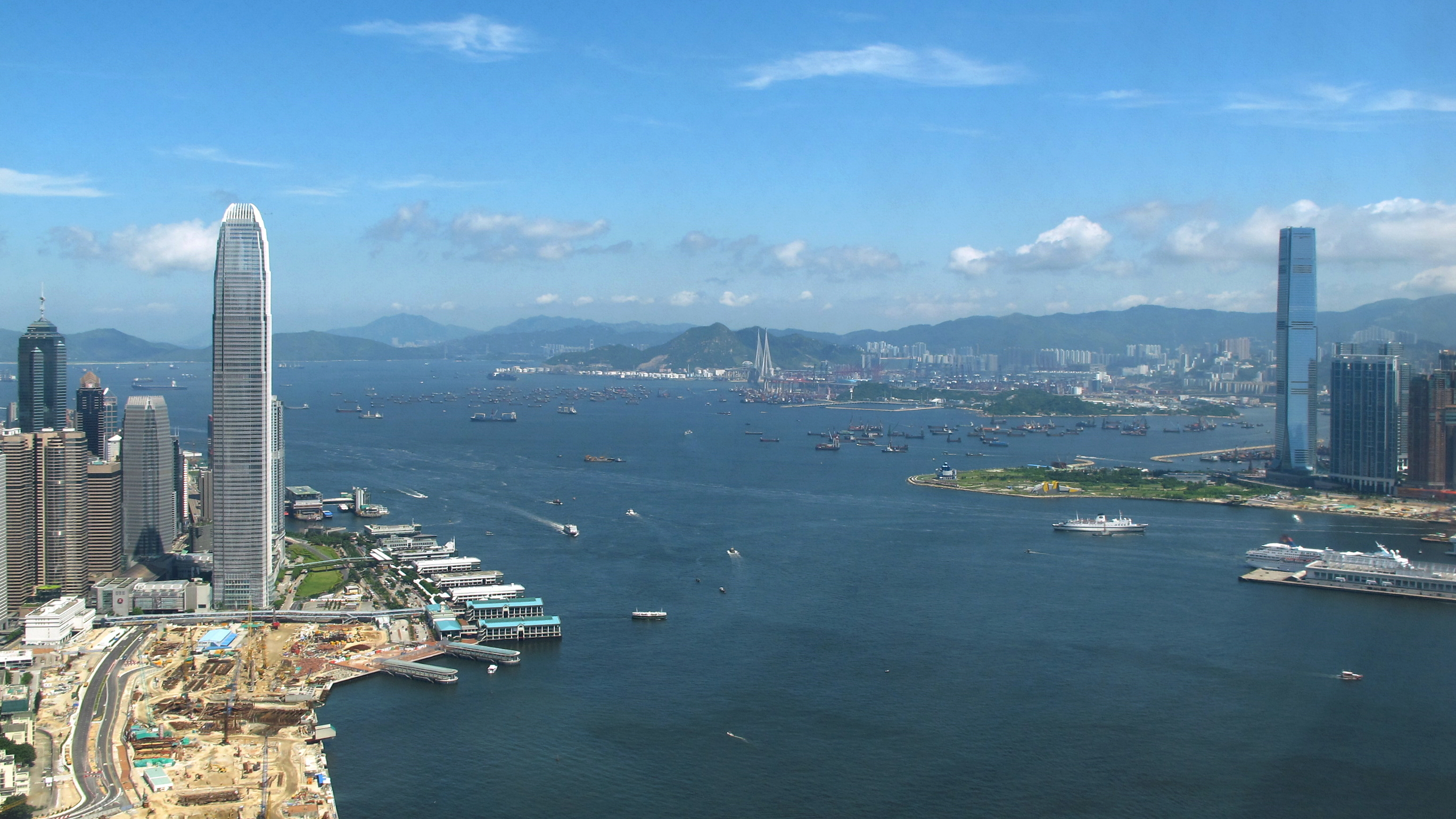
國際金融中心二期與維港對岸的環球貿易廣場

- 西九藝術廣場大樓項目由三幢商業大樓組成，總樓面面積合共約699673平方呎，辦公室佔672063平方呎，而零售、飲食、娛樂部分佔26910平方呎，新鴻基地產擁有項目47年的發展權和營運權

### 香港（酒店及服務式住宅項目）
集團自1980年發展酒店及服務式住宅項目，包括：
集團擁有及營運:
- 帝苑酒店
- 帝都酒店
- 帝京酒店
- 帝景酒店
- 帝逸酒店
- 挪亞方舟度假酒店

集團和國際酒店品牌合營:
- 香港四季酒店（佔50%）
- 香港W酒店
- 香港麗思卡爾頓酒店
- 香港九龍東皇冠假日酒店
- 香港九龍東智選假日酒店（已結束營運）
- 香港維港凱悅尚萃酒店（前稱海匯酒店）

服務式住宅項目:
- 四季匯（佔50%）
- 港景匯
- 星峰薈
- 海璇匯
- TOWNPLACE 本舍

### 香港（基建及其他項目）
- 機場空運中心
- 香港商用航空中心
- 馬灣公園
  - 大自然公園
  - 挪亞方舟
- 三號幹線（郊野公園段）
- 天際100香港觀景台

### 中国大陆
- 北京apm（前新東安市場）
- 廣州峻林
- 廣州天環
- 廣州天匯廣場
- 上海中環廣場
- 上海環貿廣場
  - 环贸iapm商场
- 上海國際金融中心
  - 辦公樓
  - 上海國金中心商場
  - 上海浦東麗思卡爾頓酒店
  - 國金匯（服務式住宅）
- 上海徐家汇国贸中心
- 上海凱旋濱江園
- 天薈
- 苏州环贸广场90％
- 成都环贸广场40％
- 杭州万象城40％
- 杭州江河匯項目
- 成都天曜
- 成都悅城
- 南京國金中心
- 廣州南站綜合項目

### 新加坡
- ION Orchard

## 附屬公司

### 通訊科技
- 數碼通電訊
- 新意網

### 零售業務
- 一田百貨

### 交通基建
- 載通國際
- 內河碼頭
- 威信集團

### 建築工程
- 新輝建築

### 物業管理
- 康業服務有限公司[31]
- 啟勝管理服務有限公司[32]
- 超卓管理服務有限公司[33]

## 過渡性房屋項目「同心村」
新鴻基地產執行董事郭基煇於2020年1月10日在記者會上發布「同心村」過渡性房屋項目的短片（页面存档备份，存于）及模型，並詳細介紹項目的特色。集團將與香港聖公會福利協會合作，收取象徵式1元費用，借出位於元朗山貝路的30萬呎農地，為基層家庭建造過渡性房屋。
「同心村」於2022年5月完成興建及陸續讓居民遷入，並於6月16日展開啟用儀式。村內設有約1,800個不同戶型的單位，包括1人、2人、3人、4至5人，以及無障礙單位，每月租金由2,370至6,695港元不等。

## 新地會
為新地屬下組織，於1996年成立，現有會員超過400,000人，目的為加強與目標客戶的溝通。早年新地會安排多項參觀物業、示範單位以至消費優惠等活動，唯自2005年推出「星級會員」制度後，現時一般會員只限參與講座活動。參觀現樓物業及部份消費優惠只限「星級會員」享有。

## 廉政公署調查涉嫌賄賂
2012年3月29日，廉政公署（廉署）邀請郭炳江、郭炳聯，與及前政務司司長許仕仁到廉署總部協助調查一宗貪污案，同日傍晚，廉政公署正式宣佈拘捕三人。
2014年12月19日，陪審團作出裁決，除新地董事局聯席主席郭炳聯外，其餘被告罪名成立，即時還柙。12月23日，法院判處郭炳江監禁5年並罰款50萬港元、關雄生監禁5年惟無需罰款、陳鉅源監禁6年並罰款50萬港元、許仕仁監禁7年半並需交還1,118.2萬港元賄款。2014年12月29日，郭炳江代表律師代郭炳江正式向法庭提上訴，指法官引導陪審團出錯，而且陪審團的裁決不合常理。

## 爭議

### 旗下商場引領防暴警察進入商場風波
2019年7月14日反對逃犯條例修訂草案遊行衝突期間，網上流出影片顯示2名商場管理公司職員以手勢引領一隊穿戴全套防暴裝備的警察進入新城市廣場3樓範圍，商場內顧客見狀紛紛起鬨。當晚衝突過後，新城市廣場及新鴻基地產先後發表聲明，澄清事前不知悉警方在商場內的行動，衝突當晚沒有報警，亦沒有求警協助，但稱商場須按照相關地契將商場內公共通道24小時開放予所有公眾人士使用，包括通往港鐵沙田站及巴士總站等的出入口。但事後引起市民對商場和集團的強烈不滿，被指責「賣港」。市民連續多日在商場4樓的顧客服務中心抗議和變成「連儂商場」。市民在場內寫上「SHK = SHAME OF HONG KONG」，「新鴻基SELL HONG KONG」等批評發展商的字眼。

### 傳旗下商場增聘臨時保安配警棍
2020年6月，網上社交群組流傳新地旗下商場聘請臨時短期保安，優先聘請前警員或現役輔警，並以便裝執勤，會配備警棍及頭盔。工作包括維持秩序、攝錄示威者樣貌和跟蹤示威者，以維持商場安全。如果示威者破壞商場，並成功制服相關人士交予警方後，員工會有額外勤工獎。新鴻基地產發表聲明指有關內容完全失實，集團並沒有發出有關短訊，發言人重申，旗下物管公司和外判的保安人員需要嚴格遵守內部守則和香港法例。

## 外部連結
- 新鴻基地產官方網站（页面存档备份，存于）